# Бутия (растение)
Бу́тия, или Буция (лат. Butia; от тупи mbutiá), — род растений семейства Пальмовые (Arecaceae), распространённый в Южной Америке: на юге Бразилии, в Парагвае, Уругвае и Аргентине.

## Ботаническое описание

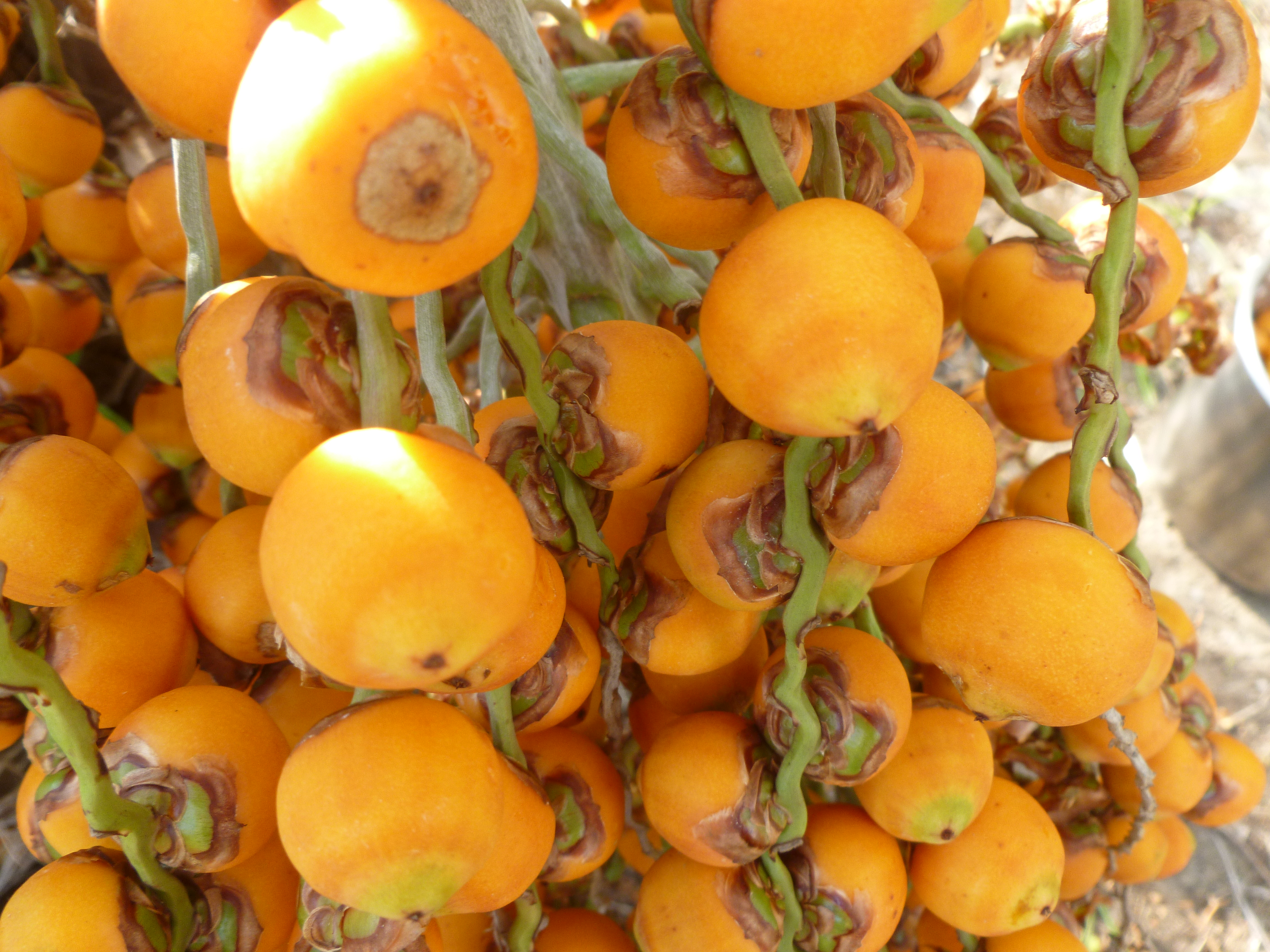
Плоды бутии головчатой

Невысокие однодомные деревья. Ствол покрыт листовыми рубцами и заканчивается кроной из многочисленных листьев. Листья крупные, перисторассечённые или перистораздельные, дугообразно наружу отогнутые; сегменты мечевидные или ланцетовидные, расположены по оси группами или на равном расстоянии; ось листа почти трёхгранная, боковые грани заострённые, нижняя вдоль выпуклая.
Цветки однополые. Покрывало соцветия кожистое, веретенообразное. Соцветие вначале прямое, позже поникающее. Тычиночные цветки расположены в верхней части соцветия, пестичные — в нижней. Тычиночные цветки с мелкой треугольной чашечкой; лепестки косо-продолговатые; тычинок 6, нити клиновидные. Пестичные цветки шаровидно-яйцевидные; лепестков 3, кожистые, основание расширенное; чашелистиков 3, кожистые, яйцевидные; завязь яйцевидная, вытянута в короткий столбик. Плод — округлая или продолговатая костянка, мякоть сочная, кисловато-сладкая. 2n=32.

## Таксономия
Род, по данным Королевских ботанических садов Кью, включает 22 вида:
- Butia archeri (Glassman) Glassman
- Butia arenicola (Barb.Rodr.) Burret
- Butia campicola (Barb.Rodr.) Noblick
- Butia capitata (Mart.) Becc. typus[1] — Бутия головчатая
- Butia catarinensis Noblick & Lorenzi
- Butia eriospatha (Mart. ex Drude) Becc. — Бутия волосистопокрывальная
- Butia exilata Deble & Marchiori
- Butia exospadix Noblick
- Butia lallemantii Deble & Marchiori
- Butia lepidotispatha Noblick
- Butia leptospatha (Burret) Noblick
- Butia marmorii Noblick
- Butia matogrossensis Noblick & Lorenzi
- Butia microspadix Burret
- Butia noblickii Deble, Marchiori, F.S.Alves & A.S.Oliveira
- Butia odorata (Barb.Rodr.) Noblick — Бутия душистая
- Butia paraguayensis (Barb.Rodr.) L.H.Bailey — Бутия парагвайская
- Butia poni (Hauman) Burret
- Butia pubispatha Noblick & Lorenzi
- Butia purpurascens Glassman
- Butia witeckii K.Soares & S.J.Longhi
- Butia yatay (Mart.) Becc. — Бутия ятаи